# Shannonomyia semireducta
Shannonomyia semireducta är en tvåvingeart som beskrevs av Alexander 1970. Shannonomyia semireducta ingår i släktet Shannonomyia och familjen småharkrankar. Inga underarter finns listade i Catalogue of Life.